# Aytaç
Aytaç is een Turks voor- en achternaam. 
Ay betekent "maan" en taç "kroon", dus Aytaç kan vertaald worden als "kroon van de maan". Mensen met de naam Aytaç zijn onder meer:

## Voornaam
- Aytaç Biter (geboren 1965), Turks autocoureur
- Aytaç Kara (geboren 1993), Turks voetballer
- Aytaç Sulu (geboren 1985), Turks-Duits voetballer